# Torneo Clausura 2015 Liga Premier de Ascenso
El Torneo Clausura 2015 de la Liga Premier de Ascenso fue el 36° torneo corto que cerró la LXV temporada de la Segunda División. Contó con la participación de 27 equipos, al término del torneo sí hubo descenso a la Liga de Nuevos Talentos. Universidad de Colima, campeón de este torneo, se enfrentó a Potros UAEM, campeón del Torneo Apertura 2014, en la final por el ascenso.

## Sistema de competición
El sistema de competición de este torneo se desarrolla en dos fases:
- Fase de calificación: que se integra por las 13 jornadas del torneo.
- Fase final: que se integra por los partidos de ida y vuelta en rondas de cuartos de final, de semifinal y final.

### Fase de calificación
En la fase de calificación se observará el sistema de puntos. La ubicación en la tabla general está sujeta a lo siguiente:
- Por juego ganado se obtendrán tres puntos.
- Por juego empatado se obtendrá un punto. (se juegan en penales el punto extra)
- Por juego perdido no se otorgan puntos.

En esta fase participan los 27 clubes de la Liga Premier de Ascenso jugando en cada grupo todos contra todos durante las jornadas respectivas, a un solo partido.
El orden de los clubes al final de la Fase de Calificación del torneo corresponderá a la suma de los puntos obtenidos por cada uno de ellos y se presentará en forma descendente. Si al finalizar las 13 jornadas del torneo, dos o más clubes estuviesen empatados en puntos, su posición en la Tabla general será determinada atendiendo a los siguientes criterios de desempate:
1. Mejor diferencia entre los goles anotados y recibidos.
2. Mayor número de goles anotados.
3. Marcadores particulares entre los Clubes empatados.
4. Mayor número de goles anotados como visitante.
5. Mejor ubicado en la Tabla general de cociente.
6. Tabla Fair Play.
7. Sorteo.

Para determinar los lugares que ocuparán los clubes que participen en la fase final del torneo se tomará como base la Tabla general de clasificación.
Participan automáticamente por el título de Campeón de la Liga Premier de Ascenso los primeros 4 lugares de cada grupo (8 en total); los siguientes 4 de cada grupo participarán en el torneo de Copa de la Liga Premier de Ascenso.

### Fase final
Los ocho clubes calificados para cada liguilla del torneo serán reubicados de acuerdo con el lugar que ocupen en la Tabla general al término de la jornada 13, con el puesto del número uno al club mejor clasificado, y así hasta el # 8. Los partidos a esta Fase se desarrollarán a visita, en las siguientes etapas:
- Cuartos de final
- Semifinales
- Final

Los clubes vencedores en los partidos de cuartos de final y semifinal serán aquellos que en los dos juegos anoten el mayor número de goles. De existir empate en el número de goles anotados, la posición se definirá a favor del club con mayor cantidad de goles a favor cuando actúe como visitante.
Si una vez aplicado el criterio anterior los clubes siguieran empatados, se observará la posición de los clubes en la Tabla general de clasificación.
Los partidos correspondientes a la fase final se jugarán obligatoriamente los días miércoles y sábado, y jueves y domingo eligiendo, en su caso, exclusivamente en forma descendente, los cuatro Clubes mejor clasificados en la Tabla general al término de la jornada 15, el día y horario de su partido como local. Los siguientes cuatro Clubes podrán elegir únicamente el horario.
El Club vencedor de la Final y por lo tanto Campeón, será aquel que en los dos partidos anote el mayor número de goles. Si al término del tiempo reglamentario el partido está empatado, se agregarán dos tiempos extras de 15 minutos cada uno. De persistir el empate en estos periodos, se procederá a lanzar tiros penales hasta que resulte un vencedor.
Los partidos de Cuartos de final se jugarán de la siguiente manera:
En las Semifinales participarán los cuatro Clubes vencedores de Cuartos de final, reubicándolos del uno al cuatro, de acuerdo a su mejor posición en la Tabla general de clasificación al término de la jornada 15 del Torneo correspondiente, enfrentándose:
Disputarán el título de Campeón de los Torneos de Apertura 2014 y Clausura 2015 los dos clubes vencedores de la fase semifinal correspondiente, reubicándolos del uno al dos, de acuerdo a su mejor posición en la Tabla general de clasificación al término de las jornadas de cada torneo.

## Equipos participantes

### Equipos por Entidad Federativa
| Entidad Federativa | N.º | Equipos                                             |
| ------------------ | --- | --------------------------------------------------- |
| Estado de México   | 4   | Real Cuautitlán, Teca UTN, Toros Neza y UAEM        |
| Veracruz           | 3   | Atlético Coatzacoalcos, Atlético Veracruz y Orizaba |
| Quintana Roo       | 2   | Inter Playa y Pioneros                              |
| Tamaulipas         | 2   | Reynosa FC y Tampico Madero                         |
| Chiapas            | 2   | Atlético Chiapas y Ocelotes UNACH                   |
| Chihuahua          | 2   | UACH y UACJ                                         |
| Colima             | 1   | Loros de Colima                                     |
| Durango            | 1   | Durango                                             |
| Guerrero           | 1   | Internacional                                       |
| Hidalgo            | 1   | Cruz Azul Hidalgo                                   |
| Jalisco            | 1   | Estudiantes Tecos                                   |
| Nayarit            | 1   | Coras "B"                                           |
| Querétaro          | 1   | Querétaro "B"                                       |
| San Luis Potosí    | 1   | Santos de Soledad                                   |
| Sinaloa            | 1   | Murciélagos                                         |
| Sonora             | 1   | Cimarrones                                          |
| Tlaxcala           | 1   | Tlaxcala                                            |
| Zacatecas          | 1   | UAZ                                                 |

### Grupo 1
| #  | Equipo                            | Entrenador            | Estadio                          | Ciudad                                       |
| -- | --------------------------------- | --------------------- | -------------------------------- | -------------------------------------------- |
| 1  | Durango                           | Enrique Vizcarra      | Francisco Zarco                  | Durango, Durango                             |
| 2  | Santos (Soledad)                  | Marco de Almeida      | Unidad Deportiva 21 de Marzo     | Soledad de Graciano Sánchez, San Luis Potosí |
| 3  | Querétaro FC B                    | Alberto Coyote        | La Corregidora                   | Querétaro                                    |
| 4  | Coras B                           | Marcelino Bernal      | Olímpico Santa Teresita          | Tepic, Nayarit                               |
| 5  | Estudiantes Tecos                 | Mauricio Gallaga      | 3 de Marzo                       | Zapopan, Jalisco                             |
| 6  | Cimarrones                        | Jorge Humberto Torres | Héctor Espino                    | Hermosillo, Sonora                           |
| 7  | Loros de la Universidad de Colima | Hugo Mora             | Olímpico Universitario de Colima | Colima, Colima                               |
| 8  | Murciélagos                       | Roberto Carlos Castro | Coloso del Dique                 | Guamúchil, Sinaloa                           |
| 9  | Reynosa                           | Ramón Villa Zeballos  | Unidad Deportiva Solidaridad     | Reynosa Tamaulipas                           |
| 10 | Dorados de la UACH                | Francisco Gamboa      | Olímpico UACH                    | Chihuahua                                    |
| 11 | Indios de la UACJ                 | Jorge Villa           | Olímpico Benito Juárez           | Ciudad Juárez Chihuahua                      |
| 12 | Tampico-Madero                    | Mario García          | Tamaulipas                       | Tampico, Ciudad Madero Tamaulipas            |
| 13 | Tuzos de la UAZ                   | Jaime Mora            | Francisco Villa                  | Zacatecas                                    |

### Grupo 2
| #  | Equipo                 | Entrenador           | Estadio                               | Ciudad                                 |
| -- | ---------------------- | -------------------- | ------------------------------------- | -------------------------------------- |
| 1  | Internacional          | Raúl Paredes         | Estadio Mariano Matamoros*            | Acapulco Guerrero                      |
| 2  | Atlético Chiapas       | Benjamín Mora        | Víctor Manuel Reyna                   | Tuxtla Gutiérrez Chiapas               |
| 3  | Orizaba                | Pascual Sandoval     | Socum                                 | Orizaba Veracruz                       |
| 4  | Cruz Azul (Hidalgo)    | Salvador Aguado      | 10 de diciembre                       | Ciudad Cooperativa Hidalgo             |
| 5  | Real Cuautitlán        | Isidro Sánchez Macip | Los Pinos                             | Cuautla, Morelos                       |
| 6  | Inter Playa            | Jair Real            | Mario Villanueva Madrid               | Playa del Carmen Quintana Roo          |
| 7  | Atlético Coatzacoalcos | Juan Carlos Delgado  | Rafael Hernández Ochoa                | Coatzacoalcos, Veracruz                |
| 8  | Tlaxcala               | Pablo Sabater        | Tlahuicole                            | Tlaxcala                               |
| 9  | Ocelotes UNACH         | Bernando Castañeda   | Olímpico de Tapachula                 | Tapachula Chiapas                      |
| 10 | Toros Neza             | Ricardo Fernández    | Neza 86                               | Ciudad Nezahualcóyotl Estado de México |
| 11 | Pioneros               | Narciso Morales      | Cancún 86                             | Cancún Quintana Roo                    |
| 12 | Atlético Veracruz      | Juvenal Patiño       | UVM Campus Villa Rica                 | Veracruz                               |
| 13 | Potros UAEM            | Omar Ramírez Lara    | Universitario Alberto "Chivo" Córdoba | Toluca, Estado de México               |
| 14 | Teca UTN               | Marco Antonio Trejo  | Alberto Pérez Navarro                 | Huixquilucan Estado de México          |

- * Jugará en ese estadio en Xochitepec, Morelos, y no en Acapulco debido por protocolos de seguridad y la situación actual del estado de Guerrero.

### Cambios de entrenadores
| Equipo                       | Entrenador (jornadas)                                               |
| ---------------------------- | ------------------------------------------------------------------- |
| Real Cuautitlán              | Víctor Lozano (1) Fernando Cuétara* (2) Isidro Sánchez Macip (3-13) |
| Internacional de Acapulco FC | Fathi Choura (1-2) Raúl Paredes* (3-13)                             |
| Atlético Coatzacoalcos       | Ramón Olán Ruíz** (1-5) Juan Carlos Delgado (6-13)                  |
| Atlético Veracruz            | Miguel Hernández Rodríguez (1-6) Juvenal Patiño* (7-13)             |

.* Interino
.** En Realidad, el técnico cesado fue Alberto Hernández Peralta, pero fue registrado como auxiliar técnico.

## Tabla general
| Pos. | Equipo                               | Pts. | PJ | G | E | P  | GF | GC | Dif. | Clasificación       |
| ---- | ------------------------------------ | ---- | -- | - | - | -- | -- | -- | ---- | ------------------- |
| 1    | Reynosa F.C.                         | 28   | 12 | 8 | 2 | 2  | 23 | 10 | +13  | Liguilla de ascenso |
| 2    | Inter Playa del Carmen               | 27   | 13 | 8 | 1 | 4  | 20 | 13 | +7   | Liguilla de ascenso |
| 3    | Cruz Azul Jasso                      | 26   | 13 | 7 | 4 | 2  | 27 | 11 | +16  | Liguilla de ascenso |
| 4    | Loros de la Universidad de Colima    | 26   | 12 | 6 | 4 | 2  | 24 | 14 | +10  | Liguilla de ascenso |
| 5    | Tlaxcala                             | 26   | 13 | 7 | 4 | 2  | 22 | 12 | +10  | Liguilla de ascenso |
| 6    | Tampico Madero                       | 26   | 12 | 7 | 3 | 2  | 22 | 14 | +8   | Liguilla de ascenso |
| 7    | Cimarrones de Sonora                 | 25   | 12 | 6 | 5 | 1  | 19 | 9  | +10  | Liguilla de ascenso |
| 8    | Pioneros de Cancún                   | 24   | 13 | 5 | 7 | 1  | 13 | 12 | +1   | Liguilla de ascenso |
| 9    | Ocelotes UNACH                       | 23   | 13 | 6 | 3 | 4  | 22 | 17 | +5   | Liguilla de Copa    |
| 10   | Atlético Chiapas                     | 22   | 13 | 6 | 4 | 3  | 17 | 10 | +7   | Liguilla de Copa    |
| 11   | Querétaro "B"                        | 20   | 12 | 5 | 3 | 4  | 22 | 16 | +6   | Liguilla de Copa    |
| 12   | Teca Universidad Tecnológica de Neza | 20   | 13 | 5 | 4 | 4  | 14 | 13 | +1   | Liguilla de Copa    |
| 13   | Orizaba                              | 19   | 13 | 5 | 4 | 4  | 16 | 14 | +2   | Liguilla de Copa    |
| 14   | Dorados UACH                         | 18   | 12 | 5 | 2 | 5  | 16 | 18 | −2   | Liguilla de Copa    |
| 15   | Toros Neza                           | 17   | 13 | 4 | 3 | 6  | 13 | 16 | −3   | Liguilla de Copa    |
| 16   | Potros UAEM                          | 15   | 13 | 3 | 6 | 4  | 26 | 15 | +11  |                     |
| 17   | Estudiantes Tecos                    | 15   | 12 | 4 | 3 | 5  | 15 | 17 | −2   | Liguilla de Copa    |
| 18   | Indios UACJ                          | 15   | 12 | 4 | 2 | 6  | 11 | 16 | −5   |                     |
| 19   | Real Cuautitlán                      | 15   | 13 | 4 | 2 | 7  | 11 | 23 | −12  |                     |
| 20   | Murciélagos                          | 14   | 12 | 3 | 4 | 5  | 12 | 19 | −7   |                     |
| 21   | Santos de Soledad                    | 13   | 12 | 3 | 2 | 7  | 19 | 22 | −3   |                     |
| 22   | Coras                                | 12   | 12 | 4 | 0 | 8  | 12 | 21 | −9   |                     |
| 23   | Atlético Veracruz                    | 12   | 13 | 3 | 3 | 7  | 9  | 21 | −12  |                     |
| 24   | Tuzos de la UAZ                      | 11   | 12 | 2 | 4 | 6  | 12 | 20 | −8   |                     |
| 25   | Alacranes de Durango                 | 10   | 12 | 2 | 4 | 6  | 9  | 20 | −11  |                     |
| 26   | Internacional de Acapulco            | 10   | 13 | 2 | 2 | 9  | 15 | 40 | −25  |                     |
| 27   | Atlético Coatzacoalcos               | 8    | 13 | 2 | 1 | 10 | 13 | 31 | −18  |                     |

 Fuente: SoccerWay

## Grupos

### Grupo 1
| Pos. | Equipo                            | Pts. | PJ | G | E | P | GF | GC | Dif. | Clasificación       |
| ---- | --------------------------------- | ---- | -- | - | - | - | -- | -- | ---- | ------------------- |
| 1    | Reynosa F.C.                      | 28   | 12 | 8 | 2 | 2 | 23 | 10 | +13  | Liguilla de ascenso |
| 2    | Loros de la Universidad de Colima | 26   | 12 | 6 | 4 | 2 | 24 | 14 | +10  | Liguilla de ascenso |
| 3    | Tampico Madero                    | 26   | 12 | 7 | 3 | 2 | 22 | 14 | +8   | Liguilla de ascenso |
| 4    | Cimarrones de Sonora              | 25   | 12 | 6 | 5 | 1 | 19 | 9  | +10  | Liguilla de ascenso |
| 5    | Querétaro "B"                     | 20   | 12 | 5 | 3 | 4 | 22 | 16 | +6   | Liguilla de Copa    |
| 6    | Dorados UACH                      | 18   | 12 | 5 | 2 | 5 | 16 | 18 | −2   | Liguilla de Copa    |
| 7    | Estudiantes Tecos                 | 15   | 12 | 4 | 3 | 5 | 15 | 17 | −2   | Liguilla de Copa    |
| 8    | Indios UACJ                       | 15   | 12 | 4 | 2 | 6 | 11 | 16 | −5   |                     |
| 9    | Murciélagos                       | 14   | 12 | 3 | 4 | 5 | 12 | 19 | −7   |                     |
| 10   | Santos de Soledad                 | 13   | 12 | 3 | 2 | 7 | 19 | 22 | −3   |                     |
| 11   | Coras                             | 12   | 12 | 4 | 0 | 8 | 12 | 21 | −9   |                     |
| 12   | Tuzos de la UAZ                   | 11   | 12 | 2 | 4 | 6 | 12 | 20 | −8   |                     |
| 13   | Alacranes de Durango              | 10   | 12 | 2 | 4 | 6 | 9  | 20 | −11  |                     |

 Fuente: SoccerWay

### Grupo 2
| Pos. | Equipo                               | Pts. | PJ | G | E | P  | GF | GC | Dif. | Clasificación       |
| ---- | ------------------------------------ | ---- | -- | - | - | -- | -- | -- | ---- | ------------------- |
| 1    | Inter Playa del Carmen               | 27   | 13 | 8 | 1 | 4  | 20 | 13 | +7   | Liguilla de ascenso |
| 2    | Cruz Azul Jasso                      | 26   | 13 | 7 | 4 | 2  | 27 | 11 | +16  | Liguilla de ascenso |
| 3    | Tlaxcala                             | 26   | 13 | 7 | 4 | 2  | 22 | 12 | +10  | Liguilla de ascenso |
| 4    | Pioneros de Cancún                   | 24   | 13 | 5 | 7 | 1  | 13 | 12 | +1   | Liguilla de ascenso |
| 5    | Ocelotes UNACH                       | 23   | 13 | 6 | 3 | 4  | 22 | 17 | +5   | Liguilla de Copa    |
| 6    | Atlético Chiapas                     | 22   | 13 | 6 | 4 | 3  | 17 | 10 | +7   | Liguilla de Copa    |
| 7    | Teca Universidad Tecnológica de Neza | 20   | 13 | 5 | 4 | 4  | 14 | 13 | +1   | Liguilla de Copa    |
| 8    | Orizaba                              | 19   | 13 | 5 | 4 | 4  | 16 | 14 | +2   | Liguilla de Copa    |
| 9    | Toros Neza                           | 17   | 13 | 4 | 3 | 6  | 13 | 16 | −3   | Liguilla de Copa    |
| 10   | Potros UAEM                          | 15   | 13 | 3 | 6 | 4  | 26 | 15 | +11  |                     |
| 11   | Real Cuautitlán                      | 15   | 13 | 4 | 2 | 7  | 11 | 23 | −12  |                     |
| 12   | Atlético Veracruz                    | 12   | 13 | 3 | 3 | 7  | 9  | 21 | −12  |                     |
| 13   | Internacional de Acapulco            | 10   | 13 | 2 | 2 | 9  | 15 | 40 | −25  |                     |
| 14   | Atlético Coatzacoalcos               | 8    | 13 | 2 | 1 | 10 | 13 | 31 | −18  |                     |

 Fuente: SoccerWay

## Torneo Regular
- Los horarios son correspondientes al Tiempo del Centro de México (UTC-6 y UTC-5 en horario de verano).

| Potros UAEM      | 1-1      | Real Cuautitlán             | Alberto "Chivo" Córdoba      | 16 de enero    | 15:00          | HMX            |
| Dorados UACH     | 1-1      | Indios UACJ                 | Olímpico UACH                | 16 de enero    | 20:30          |                |
| Murciélagos      | 2-2      | Cimarrones                  | Coloso del Dique             | 16 de enero    | 21:05          | Univision TDN  |
| Orizaba          | 4-1      | Atlético Veracruz           | Socum                        | 17 de enero    | 12:00          | HMX            |
| Querétaro FC B   | 0-2      | Loros Universidad de Colima | Corregidora                  | 17 de enero    | 12:00          |                |
| Pioneros         | 1-0      | Inter Playa                 | Cancún 86                    | 17 de enero    | 15:00          |                |
| Durango          | 4-2      | Coras B                     | Francisco Zarco              | 17 de enero    | 15:00          |                |
| Reynosa          | 3-1      | Tuzos de la UAZ             | Unidad Deportiva Solidaridad | 17 de enero    | 15:00          |                |
| Atlético Chiapas | 0-1      | Cruz Azul (Hidalgo)         | Víctor Manuel Reyna          | 17 de enero    | 15:00          | HMX            |
| Santos (Soledad) | 4-4      | Estudiantes Tecos           | Unidad Deportiva 21 de Marzo | 17 de enero    | 16:00          |                |
| Tlaxcala         | 1-0      | Atlético Coatzacoalcos      | Tlahuicole                   | 17 de enero    | 18:00          | HMX            |
| Toros Neza       | 0-3      | Ocelotes UNACH              | Neza 86                      | 18 de enero    | 12:00          | HMX            |
| Internacional    | 0-3      | Teca UTN                    | Mariano Matamoros            | 18 de enero    | 15:00          | HMX            |
| DESCANSA         | DESCANSA | DESCANSA                    | Tampico-Madero               | Tampico-Madero | Tampico-Madero | Tampico-Madero |

| Teca UTN                    | 1-2      | Atlético Chiapas       | Alberto Pérez Navarro            | 23 de enero | 12:00   |
| Inter Playa                 | 5-2      | Internacional          | Mario Villanueva Madrid          | 23 de enero | 20:00   |
| Cimarrones                  | 0-0      | Santos (Soledad)       | Héctor Espino                    | 23 de enero | 21:15   |
| Estudiantes Tecos           | 2-0      | Durango                | 3 de Marzo                       | 24 de enero | 11:00   |
| Ocelotes UNACH              | 1-1      | Potros UAEM            | Olímpico de Tapachula            | 24 de enero | 15:00   |
| Real Cuautitlán             | 0-0      | Pioneros               | Los Pinos                        | 24 de enero | 15:00   |
| Loros Universidad de Colima | 2-2      | Dorados UACH           | Olímpico Universitario de Colima | 24 de enero | 16:00   |
| Indios UACJ                 | 1-0      | Murciélagos            | Olímpico Benito Juárez           | 24 de enero | 18:00   |
| Tlaxcala                    | 2-2      | Orizaba                | Tlahuicole                       | 24 de enero | 18:00   |
| Tuzos de la UAZ             | 1-1      | Querétaro FC B         | Francisco Villa                  | 24 de enero | 19:00   |
| Tampico-Madero              | 2-1      | Reynosa                | Tamaulipas                       | 24 de enero | 20:00   |
| Atlético Veracruz           | 1-1      | Toros Neza             | UVM Campus Villa Rica            | 25 de enero | 11:00   |
| Cruz Azul (Hidalgo)         | 5-2      | Atlético Coatzacoalcos | 10 de diciembre                  | 25 de enero | 12:00   |
| DESCANSA                    | DESCANSA | DESCANSA               | Coras B                          | Coras B     | Coras B |

| Potros UAEM            | 6-0      | Atlético Veracruz           | Alberto "Chivo" Córdoba      | 30 de enero       | 16:00             |
| Dorados UACH           | 1-0      | Querétaro FC B              | Olímpico UACH                | 30 de enero       | 20:30             |
| Murciélagos            | 2-1      | Loros Universidad de Colima | Coloso del Dique             | 30 de enero       | 21:05             |
| Reynosa                | 4-1      | Coras B                     | Unidad Deportiva Solidaridad | 31 de enero       | 15:00             |
| Durango                | 0-3      | Cimarrones                  | Francisco Zarco              | 31 de enero       | 15:00             |
| Pioneros               | 2-1      | Ocelotes UNACH              | Cancún 86                    | 31 de enero       | 15:00             |
| Atlético Chiapas       | 1-0      | Inter Playa                 | Víctor Manuel Reyna          | 31 de enero       | 15:00             |
| Santos (Soledad)       | 0-2      | Indios UACJ                 | Unidad Deportiva 21 de Marzo | 31 de enero       | 16:00             |
| Atlético Coatzacoalcos | 1-2      | Teca UTN                    | Rafael Hernández Ochoa       | 31 de enero       | 17:00             |
| Toros Neza             | 0-1      | Orizaba                     | Neza 86                      | 1 de febrero      | 12:00             |
| Cruz Azul (Hidalgo)    | 3-0      | Tlaxcala                    | 10 de diciembre              | 1 de febrero      | 12:00             |
| Internacional          | 0-2      | Real Cuautitlán             | Mariano Matamoros            | 1 de febrero      | 15:00             |
| Tampico-Madero         | 1-0      | Tuzos de la UAZ             | Tamaulipas                   | 4 de marzo        | 20:00             |
| DESCANSA               | DESCANSA | DESCANSA                    | Estudiantes Tecos            | Estudiantes Tecos | Estudiantes Tecos |

| Teca UTN                    | 2-1      | Cruz Azul (Hidalgo)    | Alberto Pérez Navarro            | 6 de febrero | 12:00      |
| Inter Playa                 | 1-0      | Atlético Coatzacoalcos | Mario Villanueva Madrid          | 6 de febrero | 19:00      |
| Coras B                     | 1-4      | Tampico-Madero         | Olímpico Santa Teresita          | 6 de febrero | 21:30      |
| Estudiantes Tecos           | 0-1      | Reynosa                | 3 de Marzo                       | 7 de febrero | 11:00      |
| Querétaro FC B              | 3-3      | Murciélagos            | Corregidora                      | 7 de febrero | 12:00      |
| Orizaba                     | 1-0      | Potros UAEM            | Socum                            | 7 de febrero | 12:00      |
| Ocelotes UNACH              | 8-2      | Internacional          | Olímpico de Tapachula            | 7 de febrero | 15:00      |
| Real Cuautitlán             | 0-1      | Atlético Chiapas       | Los Pinos                        | 7 de febrero | 15:00      |
| Loros Universidad de Colima | 5-3      | Santos (Soledad)       | Olímpico Universitario de Colima | 7 de febrero | 16:00      |
| Indios UACJ                 | 1-1      | Durango                | Olímpico Benito Juárez           | 7 de febrero | 18:00      |
| Tlaxcala                    | 2-0      | Toros Neza             | Tlahuicole                       | 7 de febrero | 18:00      |
| Tuzos de la UAZ             | 4-1      | Dorados UACH           | Francisco Villa                  | 7 de febrero | 19:00      |
| Atlético Veracruz           | 0-1      | Pioneros               | UVM Campus Villa Rica            | 8 de febrero | 11:00      |
| DESCANSA                    | DESCANSA | DESCANSA               | Cimarrones                       | Cimarrones   | Cimarrones |

| Teca UTN               | 1-1      | Tlaxcala                    | Alberto Pérez Navarro        | 13 de febrero | 12:00       |
| Potros UAEM            | 1-3      | Toros Neza                  | Alberto "Chivo" Córdoba      | 13 de febrero | 16:00       |
| Murciélagos            | 2-1      | Dorados UACH                | Coloso del Dique             | 13 de febrero | 21:05       |
| Coras B                | 2-1      | Tuzos de la UAZ             | Olímpico Santa Teresita      | 13 de febrero | 21:30       |
| Reynosa                | 1-1      | Cimarrones                  | Unidad Deportiva Solidaridad | 14 de febrero | 15:00       |
| Durango                | 0-2      | Loros Universidad de Colima | Francisco Zarco              | 14 de febrero | 15:00       |
| Atlético Chiapas       | 1-0      | Ocelotes UNACH              | Víctor Manuel Reyna          | 14 de febrero | 15:00       |
| Pioneros               | 0-0      | Orizaba                     | Cancún 86                    | 14 de febrero | 15:00       |
| Santos (Soledad)       | 3-2      | Querétaro FC B              | Unidad Deportiva 21 de Marzo | 14 de febrero | 16:00       |
| Atlético Coatzacoalcos | 2-3      | Real Cuautitlán             | Rafael Hernández Ochoa       | 14 de febrero | 17:00       |
| Tampico-Madero         | 1-1      | Estudiantes Tecos           | Tamaulipas                   | 14 de febrero | 20:00       |
| Cruz Azul (Hidalgo)    | 3-0      | Inter Playa                 | 10 de diciembre              | 15 de febrero | 12:00       |
| Internacional          | 2-2      | Atlético Veracruz           | Mariano Matamoros            | 15 de febrero | 15:00       |
| DESCANSA               | DESCANSA | DESCANSA                    | Indios UACJ                  | Indios UACJ   | Indios UACJ |

| Inter Playa       | 1-0      | Teca UTN               | Mario Villanueva Madrid     | 20 de febrero               | 19:00                       |
| Dorados UACH      | 2-1      | Santos (Soledad)       | Olímpico UACH               | 20 de febrero               | 20:30                       |
| Cimarrones        | 3-0      | Tampico-Madero         | Héctor Espino               | 20 de febrero               | 21:15                       |
| Estudiantes Tecos | 2-0      | Coras B                | 3 de Marzo                  | 21 de febrero               | 11:00                       |
| Querétaro FC B    | 4-0      | Durango                | Corregidora                 | 21 de febrero               | 12:00                       |
| Orizaba           | 0-2      | Internacional          | Socum                       | 21 de febrero               | 12:00                       |
| Ocelotes UNACH    | 0-3      | Atlético Coatzacoalcos | Olímpico de Tapachula       | 21 de febrero               | 15:00                       |
| Real Cuautitlán   | 1-0      | Cruz Azul (Hidalgo)    | Los Pinos                   | 21 de febrero               | 15:00                       |
| Indios UACJ       | 0-2      | Reynosa                | Olímpico Benito Juárez      | 21 de febrero               | 18:00                       |
| Tuzos de la UAZ   | 1-0      | Murciélagos            | Francisco Villa             | 21 de febrero               | 19:00                       |
| Atlético Veracruz | 1-0      | Atlético Chiapas       | UVM Campus Villa Rica       | 22 de febrero               | 11:00                       |
| Toros Neza        | 1-2      | Pioneros               | Neza 86                     | 22 de febrero               | 12:00                       |
| Tlaxcala          | 2-1      | Potros UAEM            | Tlahuicole                  | 10 de marzo                 | 19:30                       |
| DESCANSO          | DESCANSO | DESCANSO               | Loros Universidad de Colima | Loros Universidad de Colima | Loros Universidad de Colima |

| Teca UTN               | 3-2      | Real Cuautitlán             | Alberto Pérez Navarro        | 27 de febrero  | 12:00          |
| Inter Playa            | 3-2      | Tlaxcala                    | Mario Villanueva Madrid      | 27 de febrero  | 19:00          |
| Coras B                | 2-0      | Cimarrones                  | Olímpico Santa Teresita      | 27 de febrero  | 21:30          |
| Estudiantes Tecos      | 2-2      | Tuzos de la UAZ             | 3 de Marzo                   | 28 de febrero  | 11:00          |
| Reynosa                | 1-0      | Loros Universidad de Colima | Unidad Deportiva Solidaridad | 28 de febrero  | 15:00          |
| Durango                | 1-3      | Dorados UACH                | Francisco Zarco              | 28 de febrero  | 15:00          |
| Atlético Chiapas       | 1-1      | Orizaba                     | Víctor Manuel Reyna          | 28 de febrero  | 15:00          |
| Pioneros               | 0-0      | Potros UAEM                 | Cancún 86                    | 28 de febrero  | 15:00          |
| Santos (Soledad)       | 2-0      | Murciélagos                 | Unidad Deportiva 21 de Marzo | 28 de febrero  | 16:00          |
| Atlético Coatzacoalcos | 0-1      | Atlético Veracruz           | Rafael Hernández Ochoa       | 28 de febrero  | 17:00          |
| Tampico-Madero         | 3-0      | Indios UACJ                 | Tamaulipas                   | 28 de febrero  | 20:00          |
| Cruz Azul (Hidalgo)    | 2-2      | Ocelotes UNACH              | 10 de diciembre              | 1 de marzo     | 12:00          |
| Internacional          | 1-2      | Toros Neza                  | Mariano Matamoros            | 1 de marzo     | 15:00          |
| DESCANSO               | DESCANSO | DESCANSO                    | Querétaro FC B               | Querétaro FC B | Querétaro FC B |

| Potros UAEM                 | 4-1      | Internacional          | Alberto "Chivo" Córdoba          | 6 de marzo   | 16:00        |
| Murciélagos                 | 1-1      | Durango                | Coloso del Dique                 | 6 de marzo   | 21:05        |
| Querétaro FC B              | 2-0      | Reynosa                | Corregidora                      | 7 de marzo   | 12:00        |
| Orizaba                     | 3-0      | Atlético Coatzacoalcos | Socum                            | 7 de marzo   | 12:00        |
| Ocelotes UNACH              | 2-0      | Teca UTN               | Olímpico de Tapachula            | 7 de marzo   | 15:00        |
| Real Cuautitlán             | 0-2      | Inter Playa            | Los Pinos                        | 7 de marzo   | 15:00        |
| Loros Universidad de Colima | 2-2      | Tampico-Madero         | Olímpico Universitario de Colima | 7 de marzo   | 16:00        |
| Indios UACJ                 | 2-1      | Coras B                | Olímpico Benito Juárez           | 7 de marzo   | 18:00        |
| Tlaxcala                    | 5-0      | Pioneros               | Tlahuicole                       | 7 de marzo   | 18:00        |
| Tuzos de la UAZ             | 0-4      | Santos (Soledad)       | Francisco Villa                  | 7 de marzo   | 19:00        |
| Cimarrones                  | 3-1      | Estudiantes Tecos      | Héctor Espino                    | 7 de marzo   | 21:15        |
| Atlético Veracruz           | 0-0      | Cruz Azul (Hidalgo)    | UVM Campus Villa Rica            | 8 de marzo   | 11:00        |
| Toros Neza                  | 1-2      | Atlético Chiapas       | Neza 86                          | 8 de marzo   | 12:00        |
| DESCANSO                    | DESCANSO | DESCANSO               | Dorados UACH                     | Dorados UACH | Dorados UACH |

| Teca UTN               | 1-0      | Atlético Veracruz           | Alberto Pérez Navarro        | 13 de marzo | 12:00       |
| Inter Playa            | 0-1      | Ocelotes UNACH              | Mario Villanueva Madrid      | 13 de marzo | 19:00       |
| Cimarrones             | 2-0      | Tuzos de la UAZ             | Héctor Espino                | 13 de marzo | 21:15       |
| Coras B                | 0-1      | Loros Universidad de Colima | Olímpico Santa Teresita      | 13 de marzo | 21:30       |
| Estudiantes Tecos      | 1-0      | Indios UACJ                 | 3 de Marzo                   | 14 de marzo | 11:00       |
| Reynosa                | 3-1      | Dorados UACH                | Unidad Deportiva Solidaridad | 14 de marzo | 14:00       |
| Durango                | 1-0      | Santos (Soledad)            | Francisco Zarco              | 14 de marzo | 15:00       |
| Internacional          | 1-1      | Pioneros                    | Mariano Matamoros            | 14 de marzo | 15:00       |
| Real Cuautitlán        | 0-1      | Tlaxcala                    | Los Pinos                    | 14 de marzo | 15:00       |
| Atlético Coatzacoalcos | 0-1      | Toros Neza                  | Rafael Hernández Ochoa       | 14 de marzo | 17:00       |
| Tampico-Madero         | 4-2      | Querétaro FC B              | Tamaulipas                   | 14 de marzo | 20:00       |
| Cruz Azul (Hidalgo)    | 3-1      | Orizaba                     | 10 de diciembre              | 15 de marzo | 12:00       |
| Atlético Chiapas       | 1-1      | Potros UAEM                 | Víctor Manuel Reyna          | 15 de marzo | 12:00       |
| DESCANSO               | DESCANSO | DESCANSO                    | Murciélagos                  | Murciélagos | Murciélagos |

| Potros UAEM                 | 9-0      | Atlético Coatzacoalcos | Alberto "Chivo" Córdoba          | 20 de marzo      | 16:00            |
| Dorados UACH                | 2-1      | Tampico-Madero         | Olímpico UACH                    | 20 de marzo      | 20:30            |
| Murciélagos                 | 0-4      | Reynosa                | Coloso del Dique                 | 20 de marzo      | 21:05            |
| Querétaro FC B              | 2-0      | Coras B                | Corregidora                      | 21 de marzo      | 12:00            |
| Orizaba                     | 0-0      | Teca UTN               | Socum                            | 21 de marzo      | 12:00            |
| Ocelotes UNACH              | 10-0     | Real Cuautitlán        | Olímpico de Tapachula            | 21 de marzo      | 15:00            |
| Pioneros                    | 2-2      | Atlético Chiapas       | Cancún 86                        | 21 de marzo      | 15:00            |
| Loros Universidad de Colima | 3-0      | Estudiantes Tecos      | Olímpico Universitario de Colima | 21 de marzo      | 16:00            |
| Indios UACJ                 | 0-1      | Cimarrones             | Olímpico Benito Juárez           | 21 de marzo      | 17:00            |
| Tlaxcala                    | 2-0      | Internacional          | Tlahuicole                       | 21 de marzo      | 18:00            |
| Tuzos de la UAZ             | 0-0      | Durango                | Francisco Villa                  | 21 de marzo      | 19:00            |
| Atlético Veracruz           | 0-2      | Inter Playa            | UVM Campus Villa Rica            | 22 de marzo      | 11:00            |
| Toros Neza                  | 0-0      | Cruz Azul (Hidalgo)    | Neza 86                          | 22 de marzo      | 12:00            |
| DESCANSO                    | DESCANSO | DESCANSO               | Santos (Soledad)                 | Santos (Soledad) | Santos (Soledad) |

| Teca UTN               | 1-1      | Toros Neza                  | Alberto Pérez Navarro        | 27 de marzo | 12:00   |
| Inter Playa            | 3-1      | Orizaba                     | Mario Villanueva Madrid      | 27 de marzo | 19:00   |
| Cimarrones             | 1-1      | Loros Universidad de Colima | Héctor Espino                | 27 de marzo | 21:15   |
| Estudiantes Tecos      | 0-2      | Querétaro FC B              | 3 de Marzo                   | 28 de marzo | 11:00   |
| Reynosa                | 2-1      | Santos (Soledad)            | Unidad Deportiva Solidaridad | 28 de marzo | 14:00   |
| Real Cuautitlán        | 2-0      | Atlético Veracruz           | Los Pinos                    | 28 de marzo | 15:00   |
| Ocelotes UNACH         | 2-2      | Tlaxcala                    | Olímpico de Tapachula        | 28 de marzo | 15:00   |
| Atlético Chiapas       | 5-0      | Internacional               | Víctor Manuel Reyna          | 28 de marzo | 15:00   |
| Coras B                | 1-0      | Dorados UACH                | Olímpico Santa Teresita      | 28 de marzo | 16:00   |
| Atlético Coatzacoalcos | 1-1      | Pioneros                    | Rafael Hernández Ochoa       | 28 de marzo | 17:00   |
| Indios UACJ            | 2-0      | Tuzos de la UAZ             | Olímpico Benito Juárez       | 28 de marzo | 17:00   |
| Tampico-Madero         | 1-1      | Murciélagos                 | Tamaulipas                   | 28 de marzo | 20:00   |
| Cruz Azul (Hidalgo)    | 4-1      | Potros UAEM                 | 10 de diciembre              | 29 de marzo | 12:00   |
| DESCANSO               | DESCANSO | DESCANSO                    | Durango                      | Durango     | Durango |

| Potros UAEM                 | 0-0      | Teca UTN               | Alberto "Chivo" Córdoba          | 3 de abril      | 16:00           |
| Dorados UACH                | 1-0      | Estudiantes Tecos      | Olímpico UACH                    | 3 de abril      | 20:30           |
| Murciélagos                 | 1-0      | Coras B                | Coloso del Dique                 | 3 de abril      | 21:05           |
| Querétaro FC B              | 1-1      | Cimarrones             | Corregidora                      | 4 de abril      | 12:00           |
| Orizaba                     | 1-0      | Real Cuautitlán        | Socum                            | 4 de abril      | 12:00           |
| Internacional               | 3-2      | Atlético Coatzacoalcos | Mariano Matamoros                | 4 de abril      | 15:00           |
| Durango                     | 1-1      | Reynosa                | Francisco Zarco                  | 4 de abril      | 15:00           |
| Pioneros                    | 1-1      | Cruz Azul (Hidalgo)    | Cancún 86                        | 4 de abril      | 15:00           |
| Santos (Soledad)            | 1-2      | Tampico-Madero         | Unidad Deportiva 21 de Marzo     | 4 de abril      | 16:00           |
| Loros Universidad de Colima | 3-1      | Indios UACJ            | Olímpico Universitario de Colima | 4 de abril      | 16:00           |
| Atlético Veracruz           | 3-0      | Ocelotes UNACH         | UVM Campus Villa Rica            | 5 de abril      | 11:00           |
| Toros Neza                  | 1-2      | Inter Playa            | Neza 86                          | 5 de abril      | 12:00           |
| Atlético Chiapas            | 0-0      | Tlaxcala               | Víctor Manuel Reyna              | 5 de abril      | 12:00           |
| DESCANSO                    | DESCANSO | DESCANSO               | Tuzos de la UAZ                  | Tuzos de la UAZ | Tuzos de la UAZ |

| Teca UTN               | 0-2      | Pioneros                    | Alberto Pérez Navarro   | 10 de abril | 12:00   |
| Inter Playa            | 1-1      | Potros UAEM                 | Mario Villanueva Madrid | 10 de abril | 20:00   |
| Cimarrones             | 2-1      | Dorados UACH                | Héctor Espino           | 10 de abril | 22:15   |
| Estudiantes Tecos      | 2-0      | Murciélagos                 | 3 de Marzo              | 11 de abril | 11:00   |
| Real Cuautitlán        | 0-2      | Toros Neza                  | Los Pinos               | 11 de abril | 15:00   |
| Ocelotes UNACH         | 2-1      | Orizaba                     | Olímpico de Tapachula   | 11 de abril | 15:00   |
| Internacional          | 1-4      | Cruz Azul (Hidalgo)         | Mariano Matamoros       | 11 de abril | 15:00   |
| Coras B                | 2-0      | Santos (Soledad)            | Olímpico Santa Teresita | 11 de abril | 16:00   |
| Atlético Coatzacoalcos | 2-1      | Atlético Chiapas            | Rafael Hernández Ochoa  | 11 de abril | 17:00   |
| Indios UACJ            | 1-3      | Querétaro FC B              | Olímpico Benito Juárez  | 11 de abril | 18:00   |
| Tlaxcala               | 2-0      | Atlético Veracruz           | Tlahuicole              | 11 de abril | 18:00   |
| Tuzos de la UAZ        | 2-2      | Loros Universidad de Colima | Francisco Villa         | 11 de abril | 19:00   |
| Tampico-Madero         | 1-0      | Durango                     | Tamaulipas              | 11 de abril | 20:00   |
| DESCANSO               | DESCANSO | DESCANSO                    | Reynosa                 | Reynosa     | Reynosa |

## Estadísticas
| Jonathan Ramón Ruiz                       | Ocelotes UNACH                    | 14 |
| Juan Carlos Martínez                      | Loros de la Universidad de Colima | 13 |
| Abraham Ávalos Ceja                       | Internacional de Acapulco FC      | 8  |
| Omar Rosas Salomón                        | Albinegros de Orizaba             | 8  |
| Efraín Torres Silva                       | Santos de Soledad                 | 8  |
| Juan Diego González                       | Cruz Azul Hidalgo                 | 7  |
| Ramces Hernández                          | Teca Univ de Neza                 | 7  |
| Dante Osorio                              | Potros UAEM                       | 7  |
| Moisés Hipólito León                      | Cruz Azul Hidalgo                 | 7  |
| Dagoberto Mejía                           | Reynosa F.C.                      | 6  |
| Última actualización: 12 de abril de 2015 |                                   |    |

| Jugador                 | Equipo                       | Autogoles |
| ----------------------- | ---------------------------- | --------- |
| Abraham Ruíz Merchant   | Atlético Coatzacoalcos       | 1         |
| Ricardo Peña Franco     | Queretaro FC B               | 1         |
| Ricardo López Velázquez | Internacional de Acapulco FC | 1         |
| Manuel Gómez Mora       | Inter Playa del Carmen       | 1         |
| Juan Cárdenas           | Atlético Veracruz            | 1         |
| Gabriel Báez            | Estudiantes Tecos            | 1         |

### Tripletas, póqueres o más
A continuación se detallan los tripletes conseguidos a lo largo de la temporada.
| Fecha     | Jugador              | Goles                             | Local                             |  | Resultado |  | Visitante                    | Rep.                                                                                                   |
| --------- | -------------------- | --------------------------------- | --------------------------------- |  | --------- |  | ---------------------------- | --- |
| 21-1-2015 | Edgar Omar Jiménez   | 3' · 13' · 85'                    | Santos de Soledad                 |  | 4:4       |  | Estudiantes Tecos            | Rep. (enlace roto disponible en Internet Archive; véase el historial, la primera versión y la última). |
| 30-1-2015 | Dante Osorio         | 19' · 42' · 90'                   | Potros UAEM                       |  | 6:0       |  | Atlético Veracruz            | Rep. (enlace roto disponible en Internet Archive; véase el historial, la primera versión y la última). |
| 7-2-2015  | Jonathan Ramón Ruiz  | 28' · 44' · 45' · 61' · 75' · 89' | Ocelotes UNACH                    |  | 8:2       |  | Internacional de Acapulco FC | Rep.                                                                                                   |
| 7-2-2015  | Juan Carlos Martínez | 4' · 6' · 29' · 43'               | Loros de la Universidad de Colima |  | 5:3       |  | Santos de Soledad            | Rep.                                                                                                   |
| 7-2-2015  | Efraín Torres Silva  | 14' · 25' · 45'                   | Loros de la Universidad de Colima |  | 5:3       |  | Santos de Soledad            | Rep.                                                                                                   |
| 14-3-2015 | Dieter Vargas        | 27' · 76' · 91'                   | Tampico Madero                    |  | 4:2       |  | Querétaro FC B               | Rep.                                                                                                   |
| 21-3-2015 | Jonathan Ramón Ruiz  | 52' · 78' · 90'                   | Ocelotes UNACH                    |  | 10:0      |  | Real Cuautitlán              | Rep. (enlace roto disponible en Internet Archive; véase el historial, la primera versión y la última). |
|           |                      |                                   |                                   |  |           |  |                              | |

## Tabla de promedios
| Posición | Equipo                       | Puntos | Juegos | Cociente |
| -------- | ---------------------------- | ------ | ------ | -------- |
| 1        | Tlaxcala FC                  | 52     | 25     | 2.08     |
| 2        | Loros de Colima              | 48     | 23     | 2.087    |
| 3        | Cimarrones de Sonora         | 46     | 23     | 2        |
| 4        | Reynosa F.C.                 | 47     | 24     | 1.9583   |
| 5        | Potros UAEM                  | 47     | 25     | 1.88     |
| 6        | Cruz Azul Hidalgo            | 46     | 25     | 1.84     |
| 7        | Albinegros de Orizaba        | 45     | 25     | 1.8      |
| 8        | Indios de la UACJ            | 38     | 23     | 1.6522   |
| 9        | Ocelotes UNACH               | 41     | 25     | 1.64     |
| 10       | Pioneros de Cancún           | 41     | 25     | 1.64     |
| 11       | Teca Univ de Neza            | 41     | 25     | 1.64     |
| 12       | Murciélagos FC               | 35     | 23     | 1.5217   |
| 13       | Atlético Chiapas             | 37     | 25     | 1.48     |
| 14       | Tampico Madero               | 34     | 23     | 1.4783   |
| 15       | Inter Playa del Carmen       | 36     | 25     | 1.44     |
| 16       | Tuzos de la UAZ              | 32     | 23     | 1.3913   |
| 17       | Toros Neza                   | 33     | 25     | 1.32     |
| 18       | Querétaro B                  | 30     | 23     | 1.3043   |
| 19       | Coras Tepic B                | 30     | 23     | 1.3043   |
| 20       | Dorados UACH                 | 27     | 23     | 1.1739   |
| 21       | Atlético Coatzacoalcos       | 29     | 25     | 1.16     |
| 22       | Estudiantes Tecos            | 26     | 23     | 1.1304   |
| 23       | Santos de Soledad            | 24     | 23     | 1.0435   |
| 24       | Alacranes de Durango         | 21     | 23     | 0.913    |
| 25       | Internacional de Acapulco FC | 21     | 25     | 0.84     |
| 26       | Real Cuautitlán              | 18     | 25     | 0.72     |
| 27       | Atlético Veracruz (D)        | 17     | 25     | 0.68     |

     Desciende a la Liga de Nuevos Talentos
- Nota: Para esta temporada 2014-15, El Penúltimo lugar no desciende, debido a emparejar las Ligas tanto de Nuevos Talentos como la Premier de Ascenso.

## Liguilla

### Liguilla de Liga
|  | Cuartos de final                                     | Cuartos de final                                     | Cuartos de final                                     |   |                       | Semifinales                                   | Semifinales                                   | Semifinales                                   |  |  | Final                              | Final                              | Final                              |
|  | 17, 18 y 19 de abril (Ida) 24 y 25 de abril (Vuelta) | 17, 18 y 19 de abril (Ida) 24 y 25 de abril (Vuelta) | 17, 18 y 19 de abril (Ida) 24 y 25 de abril (Vuelta) |   |                       | 29 y 30 de abril (Ida) 2 y 3 de mayo (Vuelta) | 29 y 30 de abril (Ida) 2 y 3 de mayo (Vuelta) | 29 y 30 de abril (Ida) 2 y 3 de mayo (Vuelta) |  |  | 6 de mayo (Ida) 9 de mayo (Vuelta) | 6 de mayo (Ida) 9 de mayo (Vuelta) | 6 de mayo (Ida) 9 de mayo (Vuelta) |
|  |                                                      |                                                      |                                                      |   |                       |                                               |                                               |                                               |  |  |                                    |                                    |                                    |
|  | Reynosa                                              | 0                                                    | 2                                                    |   |                       |                                               |                                               |                                               |  |  |                                    |                                    |                                    |
|  | Pioneros                                             | 1                                                    | 1                                                    |   |                       |                                               |                                               |                                               |  |  |                                    |                                    |                                    |
|  | Pioneros                                             | 1                                                    | 1                                                    |   | Reynosa               | 0                                             | 0                                             |                                               |  |  |                                    |                                    |                                    |
|  |                                                      |                                                      |                                                      |   | Reynosa               | 0                                             | 0                                             |                                               |  |  |                                    |                                    |                                    |
|  |                                                      | Cruz Azul Hidalgo                                    | 1                                                    | 1 |                       |                                               |                                               |                                               |  |  |                                    |                                    |                                    |
|  | Tampico-Madero                                       | Cruz Azul Hidalgo                                    | 1                                                    | 1 | 1                     | 1                                             |                                               |                                               |  |  |                                    |                                    |                                    |
|  | Tampico-Madero                                       |                                                      |                                                      |   | 1                     | 1                                             |                                               |                                               |  |  |                                    |                                    |                                    |
|  | Cruz Azul Hidalgo                                    | 2                                                    | 1                                                    |   |                       |                                               |                                               |                                               |  |  |                                    |                                    |                                    |
|  |                                                      |                                                      |                                                      |   |                       |                                               |                                               |                                               |  |  | Cruz Azul Hidalgo                  | 2                                  | 0                                  |
|  |                                                      |                                                      | Universidad de Colima                                | 1 | 2                     |                                               |                                               |                                               |  |  |                                    |                                    |                                    |
|  | Universidad de Colima                                | 0                                                    | 2                                                    |   |                       |                                               |                                               |                                               |  |  |                                    |                                    |                                    |
|  | Tlaxcala                                             | 2                                                    | 0                                                    |   |                       |                                               |                                               |                                               |  |  |                                    |                                    |                                    |
|  | Tlaxcala                                             | 2                                                    | 0                                                    |   | Universidad de Colima | 2                                             | 1                                             |                                               |  |  |                                    |                                    |                                    |
|  |                                                      |                                                      |                                                      |   | Universidad de Colima | 2                                             | 1                                             |                                               |  |  |                                    |                                    |                                    |
|  |                                                      | Cimarrones                                           | 1                                                    | 2 |                       |                                               |                                               |                                               |  |  |                                    |                                    |                                    |
|  | Cimarrones                                           | Cimarrones                                           | 1                                                    | 2 | 3                     | 3                                             |                                               |                                               |  |  |                                    |                                    |                                    |
|  | Cimarrones                                           |                                                      |                                                      |   | 3                     | 3                                             |                                               |                                               |  |  |                                    |                                    |                                    |
|  | Inter Playa                                          | 2                                                    | 2                                                    |   |                       |                                               |                                               |                                               |  |  |                                    |                                    |                                    |

#### Cuartos de final
| 18 de abril, 17:00 | Pioneros  | 1:0     | Reynosa | Estadio Andrés Quintana Roo, Cancún |                                |
|                    | G. Cob 5' | Reporte |         | Asistencia: 5,500 espectadores      | Asistencia: 5,500 espectadores |

| 25 de abril, 19:45                                                                                       | Reynosa                               | 2:1     | Pioneros          | Unidad Deportiva Solidaridad, Reynosa |                                 |
| | J. Hernández 9' (a.g.) · D. Mejía 73' | Reporte | L. Echeverría 47' | Asistencia: 12,000 espectadores       | Asistencia: 12,000 espectadores |
| Pese a empatar 2-2 en el marcador global, Reynosa avanza a semifinales por su mejor posición en la tabla |                                       |         |                   |                                       |                                 |

| 19 de abril, 12:00 | Cruz Azul Hidalgo                  | 2:1     | Tampico-Madero | Estadio 10 de diciembre, Ciudad Cooperativa Cruz Azul |                                |
|                    | J. González 23' · A. Chavarría 83' | Reporte | C. Ogangan 91' | Asistencia: 2,000 espectadores                        | Asistencia: 2,000 espectadores |

| 25 de abril, 20:00                                                 | Tampico-Madero  | 1:1     | Cruz Azul Hidalgo | Estadio Tamaulipas, Tampico - Madero |                                 |
|                                                                    | J. Collazos 70' | Reporte | J. González 37'   | Asistencia: 25,000 espectadores      | Asistencia: 25,000 espectadores |
| Con marcador global de 3-2, Cruz Azul Hidalgo avanza a semifinales |                 |         |                   |                                      |                                 |

| 18 de abril, 18:00 | Tlaxcala                          | 2:0     | Universidad de Colima | Estadio Tlahuicole, Tlaxcala   |                                |
|                    | J. Calderón 39' · D. González 77' | Reporte |                       | Asistencia: 7,500 espectadores | Asistencia: 7,500 espectadores |

| 25 de abril, 16:00 | Universidad de Colima | 2:0     | Tlaxcala | Estadio Olímpico Universitario de Colima, Colima |                                |
| | J. Amador 7', 89'     | Reporte |          | Asistencia: 1,500 espectadores                   | Asistencia: 1,500 espectadores |
| Pese a empatar 2-2 en el marcador global, Universidad de Colima avanza a semifinales por su mejor posición en la tabla |                       |         |          |                                                  |                                |

| 17 de abril, 20:00 | Inter Playa        | 2:3     | Cimarrones                        | Estadio Mario Villanueva Madrid, Playa del Carmen |                                 |
|                    | C. Campos 45', 69' | Reporte | O. López 60', 75' · J. Araujo 83' | Asistencia: 10,000 espectadores                   | Asistencia: 10,000 espectadores |

| 24 de abril, 20:15                                          | Cimarrones                                   | 3:2     | Inter Playa                  | Estadio Héctor Espino, Hermosillo |                                |
|                                                             | O. López 34' · O. Villa 47' · M. Vallejo 60' | Reporte | E. Reyes 58' · C. Campos 68' | Asistencia: 7,000 espectadores    | Asistencia: 7,000 espectadores |
| Con marcador global de 6-4, Cimarrones avanza a semifinales |                                              |         |                              |                                   |                                |

#### Semifinales
| 29 de abril, 16:00 | Cruz Azul Hidalgo | 1:0     | Reynosa | Estadio 10 de diciembre, Ciudad Cooperativa Cruz Azul |                              |
|                    | H. Acevedo 4'     | Reporte |         | Asistencia: 500 espectadores                          | Asistencia: 500 espectadores |

| 2 de mayo, 19:45                                                | Reynosa | 0:1     | Cruz Azul Hidalgo | Unidad Deportiva Solidaridad, Reynosa |                                 |
|                                                                 |         | Reporte | J. González 25'   | Asistencia: 16,000 espectadores       | Asistencia: 16,000 espectadores |
| Con marcador global de 2-0, Cruz Azul Hidalgo avanza a la final |         |         |                   |                                       |                                 |

| 29 de abril, 20:15 | Cimarrones      | 1:2     | Universidad de Colima           | Estadio Héctor Espino, Hermosillo |                                |
|                    | F. Martínez 15' | Reporte | J. Martínez 18' · J. Amador 35' | Asistencia: 7,500 espectadores    | Asistencia: 7,500 espectadores |

| 2 de mayo, 16:00 | Universidad de Colima | 1:2     | Cimarrones                      | Estadio Olímpico Universitario de Colima, Colima |                                |
| | S. Carrasco 51'       | Reporte | O. López 10' · J. Rodríguez 67' | Asistencia: 3,000 espectadores                   | Asistencia: 3,000 espectadores |
| Pese a empatar 3-3 en el marcador global, Universidad de Colima avanza a la final por su mejor posición en la tabla |                       |         |                                 |                                                  |                                |

#### Final
| 6 de mayo, 16:00 | Cruz Azul Hidalgo                  | 2:1     | Universidad de Colima | Estadio 10 de diciembre, Ciudad Cooperativa Cruz Azul |                                |
|                  | J. González 4' · J. Henestrosa 55' | Reporte | J. Verduzco 88'       | Asistencia: 2,000 espectadores                        | Asistencia: 2,000 espectadores |

| 9 de mayo, 16:00 | Universidad de Colima            | 2:0     | Cruz Azul Hidalgo | Estadio Olímpico Universitario de Colima, Colima |                                |
| | J. Martínez 44' · G. Aguilar 94' | Reporte |                   | Asistencia: 5,000 espectadores                   | Asistencia: 5,000 espectadores |
| Con marcador global de 3-2, Universidad de Colima es campeón del Torneo Clausura 2015 de la Liga Premier de Ascenso |                                  |         |                   |                                                  |                                |

|                                          |
| Universidad de Colima Campeón 1º título. |

### Liguilla de Copa
|  | Cuartos de final                            | Cuartos de final                            | Cuartos de final                            |   |                | Semifinales                          | Semifinales                          | Semifinales                          |  |  | Final                               | Final                               | Final                               |
|  | 18 y 19 de abril (Ida) 25 de abril (Vuelta) | 18 y 19 de abril (Ida) 25 de abril (Vuelta) | 18 y 19 de abril (Ida) 25 de abril (Vuelta) |   |                | 29 de abril (Ida) 2 de mayo (Vuelta) | 29 de abril (Ida) 2 de mayo (Vuelta) | 29 de abril (Ida) 2 de mayo (Vuelta) |  |  | 7 de mayo (Ida) 10 de mayo (Vuelta) | 7 de mayo (Ida) 10 de mayo (Vuelta) | 7 de mayo (Ida) 10 de mayo (Vuelta) |
|  |                                             |                                             |                                             |   |                |                                      |                                      |                                      |  |  |                                     |                                     |                                     |
|  | Ocelotes UNACH                              | 0                                           | 1                                           |   |                |                                      |                                      |                                      |  |  |                                     |                                     |                                     |
|  | Estudiantes                                 | 3                                           | 3                                           |   |                |                                      |                                      |                                      |  |  |                                     |                                     |                                     |
|  | Estudiantes                                 | 3                                           | 3                                           |   | Estudiantes    | 3                                    | 3                                    |                                      |  |  |                                     |                                     |                                     |
|  |                                             |                                             |                                             |   | Estudiantes    | 3                                    | 3                                    |                                      |  |  |                                     |                                     |                                     |
|  |                                             | Atlético Chiapas                            | 1                                           | 1 |                |                                      |                                      |                                      |  |  |                                     |                                     |                                     |
|  | Atlético Chiapas                            | Atlético Chiapas                            | 1                                           | 1 | 0              | 2                                    |                                      |                                      |  |  |                                     |                                     |                                     |
|  | Atlético Chiapas                            |                                             |                                             |   | 0              | 2                                    |                                      |                                      |  |  |                                     |                                     |                                     |
|  | Toros Neza                                  | 0                                           | 0                                           |   |                |                                      |                                      |                                      |  |  |                                     |                                     |                                     |
|  |                                             |                                             |                                             |   |                |                                      |                                      |                                      |  |  | Estudiantes                         | 1                                   | 1                                   |
|  |                                             |                                             | Gallos Blancos                              | 0 | 1              |                                      |                                      |                                      |  |  |                                     |                                     |                                     |
|  | Gallos Blancos                              | 1                                           | 3                                           |   |                |                                      |                                      |                                      |  |  |                                     |                                     |                                     |
|  | Orizaba                                     | 1                                           | 2                                           |   |                |                                      |                                      |                                      |  |  |                                     |                                     |                                     |
|  | Orizaba                                     | 1                                           | 2                                           |   | Gallos Blancos | 3                                    | 1                                    |                                      |  |  |                                     |                                     |                                     |
|  |                                             |                                             |                                             |   | Gallos Blancos | 3                                    | 1                                    |                                      |  |  |                                     |                                     |                                     |
|  |                                             | Teca UTN                                    | 0                                           | 0 |                |                                      |                                      |                                      |  |  |                                     |                                     |                                     |
|  | Teca UTN                                    | Teca UTN                                    | 0                                           | 0 | 1              | 0                                    |                                      |                                      |  |  |                                     |                                     |                                     |
|  | Teca UTN                                    |                                             |                                             |   | 1              | 0                                    |                                      |                                      |  |  |                                     |                                     |                                     |
|  | Universidad Autónoma de Chihuahua           | 1                                           | 0                                           |   |                |                                      |                                      |                                      |  |  |                                     |                                     |                                     |

|                                |
| Estudiantes Campeón 1º título. |